# Lista de produções nacionais originais distribuídos pela Max
Esta é a lista de produções nacionais originais distribuídos pela Max (anteriormente, HBO Max), um serviço de tecnologia over-the-top de propriedade da Warner Bros. Discovery. Max distribui vários programas originais, incluindo séries, especiais, minisséries, documentários e filmes. Os programas produzidos para a Max são apelidados de "Max Originals". Eles são divididos em três categorias: "Crianças e Família", "Geração Y e Geração Z" e "Adultos", todos direcionados a diferentes grupos demográficos. Conteúdos de outras propriedades novas e existentes das subsidiárias da WarnerMedia são distribuídos por meio da HBO Max também.

## Filmes
| Título                                          | Gênero            | Estreia                 | Duração |
| ----------------------------------------------- | ----------------- | ----------------------- | ------- |
| Júpiter                                         | Drama             | 21 de janeiro de 2022   | 97 min  |
| Irmão do Jorel: Especial Carnaval Bruttal       | Animação          | 25 de fevereiro de 2022 | 23 min  |
| Procura-se                                      | Comédia Romântica | 25 de novembro de 2022  | 97 min  |
| Irmão do Jorel Especial de Natal: Irmão do Noel | Animação          | 09 de dezembro de 2022  | 24 min  |

## Séries

### Drama
| Título              | Gênero                        | Estreia                | Temporadas                | Duração   | Status     |
| ------------------- | ----------------------------- | ---------------------- | ------------------------- | --------- | ---------- |
| Os Ausentes         | Drama policial                | 22 de julho de 2021    | 1 temporada, 10 episódios | 30–60 min | Cancelada  |
| O Hóspede Americano | Drama histórico               | 26 de setembro de 2021 | 1 temporada, 4 episódios  | 40–60 min | Finalizada |
| Vale dos Esquecidos | Thriller sobrenatural         | 25 de setembro de 2022 | 1 temporada, 10 episódios | 40–60 min | Pendente   |
| Astronauta          | Animação de ficção científica | 18 de outubro de 2024  | 1 temporada, 6 episódios  |           |            |

### Comédia
| Título           | Gênero            | Estreia                | Temporadas                | Duração   | Status     |
| ---------------- | ----------------- | ---------------------- | ------------------------- | --------- | ---------- |
| Hard (t. 3)      | Comédia ácida     | 15 de agosto de 2021   | 1 temporada, 8 episódios  | 30 min    | Finalizada |
| No Mundo da Luna | Comédia romântica | 13 de novembro de 2022 | 1 temporada, 10 episódios | 29–35 min | Pendente   |

### Documentário
| Título                                         | Gênero   | Estreia               | Temporadas               | Duração   | Status     |
| ---------------------------------------------- | -------- | --------------------- | ------------------------ | --------- | ---------- |
| PCC:Poder Secreto                              | Criminal | 26 de maio de 2022    | 1 temporada, 4 episódios | 30-40 min | Finalizada |
| Pacto Brutal - O Assassinato de Daniella Perez | Criminal | 22 de julho de 2022   | 1 temporada, 5 episódios | 56-81 min | Finalizada |
| Flordelis: Em Nome da Mãe                      | Criminal | 8 de dezembro de 2022 | 1 temporada, 4 episódios | 40-60 min | Finalizada |

## Reality Show
| Título                    | Gênero                   | Estreia                | Temporadas                | Duração   | Status     |
| ------------------------- | ------------------------ | ---------------------- | ------------------------- | --------- | ---------- |
| Sandy + Chef              | Culinário                | 11 de novembro de 2021 | 1 temporada, 8 episódios  | 37–50 min | Cancelada  |
| The Cut Brasil            | Talent show              | 25 de novembro de 2021 | 1 temporada, 8 episódios  | 30–40 min | Finalizada |
| Jornada Astral            | Talk show                | 21 de dezembro de 2021 | 1 temporada, 10 episódios | 36–40 min | Pendente   |
| Onda Boa com Ivete        | Musical                  | 20 de janeiro de 2022  | 1 temporada, 5 episódios  | 32-36 min | Finalizada |
| Queen Stars Brasil        | Talent show              | 24 de março de 2022    | 1 temporada, 8 episódios  | 30–44 min | Finalizada |
| A Ponte:The Bridge Brasil | Competição/sobrevivência | 09 de junho de 2022    | 1 temporada, 8 episódios  | 43–47 min | Pendente   |

## Especiais
| Título | Gênero  | Estreia             | Temporadas               | Duração   | Status     |
| ------ | ------- | ------------------- | ------------------------ | --------- | ---------- |
| 2022   | Musical | 22 de março de 2022 | 1 temporada, 3 episódios | 30–44 min | Finalizada |

1. ↑  «HBO Max Sets Monthly Pricing, May 2020 Launch Date». Variety (em inglês). 29 de outubro de 2019. Consultado em 14 de fevereiro de 2020. Cópia arquivada em 25 de dezembro de 2019
2. ↑  «Júpiter – HBO Max». HBO Max (em inglês). Consultado em 1 de julho de 2022
3. ↑  «HBO Max». HBO Max (em inglês). Consultado em 9 de dezembro de 2022
4. ↑  «HBO Max». HBO Max (em inglês). Consultado em 9 de dezembro de 2022
5. ↑  «Os Ausentes - Conheça a primeira série brasileira original da HBO Max». CanalTech. Consultado em 5 de julho de 2020
6. ↑  «Pacto Brutal - O Assassinato de Daniella Perez: Temporada 1». Apple TV+. Apple Inc. 28 de julho de 2022. Consultado em 2 de agosto de 2022